# Olga Scheps
Olga Scheps née le 1er janvier 1986 à Moscou est une pianiste germano-russe. 
Reconnue pour la qualité émotionnelle de ses interprétations, elle a pour principal répertoire les œuvres des romantiques russes et de Chopin.

## Biographie
Olga Scheps est née le 1er janvier 1986 en Russie à Moscou mais elle vit en Allemagne depuis l'âge de 6 ans. Influencée par sa famille, en particulier son père Ilja Scheps (de), lui aussi pianiste et professeur à l'École supérieure de musique et de danse de Cologne, elle a commencé à jouer du piano dès l'âge de 4 ans.
Elle commence une carrière de pianiste de concert à 12 ans puis est remarquée en remportant plusieurs premiers prix lors de compétitions, dont la Jugend musiziert (en) en 1999 ainsi que la Jugend spielt Klassik en 2001. Elle a joué en orchestre dès l'âge de 14 ans lors des séries de concert Junge Elite, avec le Concerto pour piano no 1 de Prokofiev à la salle de concert de Düsseldorf. Ces débuts seront suivis par des récitals aux concerts Best of NRW et The Next Generation du Harenberg City Center de Dortmund.
Olga Scheps a déjà joué dans plusieurs pays européens : Pays-Bas, France, Italie, Danemark et Autriche ainsi qu'en Asie. Elle a joué pour la première fois aux États-Unis en juillet 2012 au Majestic Theatre de San Antonio où elle joua le Concerto pour piano no 2 de Liszt avec l'orchestre symphonique de San Antonio sous la direction de Sebastian Lang-Lessing.
Depuis 2007, elle joue régulièrement au Klavier-Festival Ruhr (en) où, en mai 2009, elle enregistra et publia un récital en collaboration avec le magazine Fono Forum.
Peu après avoir signé un contrat d'enregistrement exclusif avec RCA Red Seal (Sony Music), elle enregistra son premier album Chopin qui fut très bien reçu par les critiques allemands à sa sortie en janvier 2010.
Elle reçoit par la suite le 17 octobre 2010, le prix Echo Klassik Award Newcomer of the Year (Piano) en récompense de ses débuts au Philharmonie Essen. Elle publia un second album (Russian Album) à l'automne 2010, puis un troisième (Schubert) en septembre 2012.
Elle est principalement financée par la Fondation académique nationale allemande et la Deutsche Stiftung Musikleben (fondation allemande pour la musique).

## Répertoire
Olga Scheps décrit ainsi son approche de l'instrument : « Selon moi, la musique est une extension de mes moyens d'expression, une amplification de mon langage. Le but est prédéterminé mais je suis l'interprète. C'est comme jouer en tant qu'actrice, une actrice qui suit un script ».[réf. nécessaire]
Le répertoire d'Olga Scheps comprend de nombreuses œuvres de musique classique dont des récitals en solo et des concertos pour piano. Elle excelle en particulier dans l'interprétation de la musique romantique des compositeurs russes ainsi que de Frédéric Chopin. Elle est reconnue comme une interprète romantique transparente, capable de délivrer lors de ses concerts une performance émotionnellement riche.

## Discographie
- 2010 : Chopin ;
- 2010 : Russian Album ;
- 2012 : Schubert ;
- 2014 : Chopin Piano Concertos 1 & 2 ;
- 2017 : 100% Scooter - Piano Only ;
- 2019 : Melody.

## Distinctions
- Prix Echo Klassik Newcomer of the Year (Piano) pour Chopin (2010).

## Médias
Olga Scheps exerce aussi des activités d'ambassadrice dans le milieu du mercatique. Elle collabore depuis 2011 avec le constructeur automobile Audi, et l'entreprise suisse d'horlogerie de luxe Chopard.